# Leichtathletik-Weltmeisterschaften 2015/Teilnehmer (Brasilien)
| Gelbes Symbol für Goldmedaillen mit stilisierten Olympischen Ringen | Graues Symbol für Silbermedaillen mit stilisierten Olympischen Ringen | Braundes Symbol für Bronzemedaillen mit stilisierten Olympischen Ringen |
| ------------------------------------------------------------------- | --------------------------------------------------------------------- | ----------------------------------------------------------------------- |
| —                                                                   | 1                                                                     | —                                                                       |

Der Leichtathletikverband Brasiliens nominierte 53 Athleten für die Leichtathletik-Weltmeisterschaften 2015 in der chinesischen Hauptstadt Peking.

## Medaillen
Mit einer gewonnenen Silbermedaille belegte das brasilianische Team Rang 25 im Medaillenspiegel.

### Medaillengewinner

#### Silber
- Fabiana Murer: Stabhochsprung

## Ergebnisse

### Männer

#### Laufdisziplinen
| Athlet                                                                         | Disziplin    | Vorlauf     | Vorlauf | Halbfinale         | Halbfinale         | Finale             | Finale             |
| Athlet                                                                         | Disziplin    | Zeit        | Platz   | Zeit               | Platz              | Zeit               | Platz              |
| ------------------------------------------------------------------------------ | ------------ | ----------- | ------- | ------------------ | ------------------ | ------------------ | ------------------ |
| Aldemir da Silva Júnior                                                        | 200 m        | 20,59 s     | 36      | nicht qualifiziert | nicht qualifiziert | nicht qualifiziert | nicht qualifiziert |
| Bruno de Barros                                                                | 200 m        | 20,42 s     | 26      | nicht qualifiziert | nicht qualifiziert | nicht qualifiziert | nicht qualifiziert |
| Hederson Estefani                                                              | 400 m        | 45,36 s SB  | 30      | nicht qualifiziert | nicht qualifiziert | nicht qualifiziert | nicht qualifiziert |
| Hugo de Sousa                                                                  | 400 m        | 45,42 s SB  | 31      | nicht qualifiziert | nicht qualifiziert | nicht qualifiziert | nicht qualifiziert |
| Cleiton Abrão                                                                  | 800 m        | 1:49,79 min | 42      | nicht qualifiziert | nicht qualifiziert | nicht qualifiziert | nicht qualifiziert |
| Solonei da Silva                                                               | Marathon     |             |         |                    |                    | 2:19:20 h          | 18                 |
| Gilberto Lopes                                                                 | Marathon     |             |         |                    |                    | DNF                | DNF                |
| Edmilson Santana                                                               | Marathon     |             |         |                    |                    | DNF                | DNF                |
| Éder Antônio Souza                                                             | 110 m Hürden | 13,96 s     | 34      | nicht qualifiziert | nicht qualifiziert | nicht qualifiziert | nicht qualifiziert |
| Jonathan Mendes                                                                | 110 m Hürden | 13,86 s     | 31      | nicht qualifiziert | nicht qualifiziert | nicht qualifiziert | nicht qualifiziert |
| João Vítor de Oliveira                                                         | 110 m Hürden | 13,57 s     | 22      | 13,45 s PB         | 18                 | nicht qualifiziert | nicht qualifiziert |
| Caio Bonfim                                                                    | 20 km Gehen  |             |         |                    |                    | 1:20:44 h          | 6                  |
| Mário dos Santos                                                               | 50 km Gehen  |             |         |                    |                    | DNF                | DNF                |
| José Carlos Moreira Bruno de Barros Gustavo dos Santos Aldemir da Silva Junior | 4 × 100 m    | DNF         | DNF     |                    |                    | –––                | –––                |
| Wagner Cardoso Hederson Estefani Hugo de Sousa Pedro Luiz de Oliveira          | 4 × 400 m    | 3:01,05 min | 12      |                    |                    | nicht qualifiziert | nicht qualifiziert |

#### Sprung/Wurf
| Athlet                  | Disziplin      | Qualifikation | Qualifikation | Finale             | Finale             |
| Athlet                  | Disziplin      | Weite/Höhe    | Platz         | Weite/Höhe         | Platz              |
| ----------------------- | -------------- | ------------- | ------------- | ------------------ | ------------------ |
| Higor Alves             | Weitsprung     | 7,60 m        | 27            | nicht qualifiziert | nicht qualifiziert |
| Alexsandro Melo         | Weitsprung     | NM            | NM            | –––                | –––                |
| Jean-Cassimiro Rosa     | Dreisprung     | 15,97 m       | 26            | nicht qualifiziert | nicht qualifiziert |
| Talles Silva            | Hochsprung     | 2,17 m        | 39            | nicht qualifiziert | nicht qualifiziert |
| Augusto Dutra           | Stabhochsprung | 5,70 m        | 11            | 5,65 m             | 9                  |
| Thiago Braz da Silva    | Stabhochsprung | 5,65 m        | 19            | nicht qualifiziert | nicht qualifiziert |
| Fábio Gomes da Silva    | Stabhochsprung | 5,25 m        | 33            | nicht qualifiziert | nicht qualifiziert |
| Darlan Romani           | Kugelstoßen    | 19,86 m       | 15            | nicht qualifiziert | nicht qualifiziert |
| Ronald Julião           | Diskuswurf     | 61,02 m       | 21            | nicht qualifiziert | nicht qualifiziert |
| Wagner Domingos         | Hammerwurf     | 71,82 m       | 22            | nicht qualifiziert | nicht qualifiziert |
| Júlio César de Oliveira | Speerwurf      | 79,81 m       | 15            | nicht qualifiziert | nicht qualifiziert |

#### Zehnkampf
| Athlet                 | Disziplin | 100 m   | Weit- sprung | Kugel- stoßen | Hoch- sprung | 400 m      | 110 m Hürden | Diskus- wurf | Stabhoch- sprung | Speer- wurf | 1500 m | Punkte | Platz |
| ---------------------- | --------- | ------- | ------------ | ------------- | ------------ | ---------- | ------------ | ------------ | ---------------- | ----------- | ------ | ------ | ----- |
| Luiz Alberto de Araújo | Ergebnis  | 10,92 s | 6,94 m       | 14,84 m       | DNS          | -          | -            | -            | -                | -           | -      | DNF    | DNF   |
| Luiz Alberto de Araújo | Punkte    | 878     | 799          | 780           | -            | -          | -            | -            | -                | -           | -      | DNF    | DNF   |
| Felipe dos Santos      | Ergebnis  | 10,53 s | 7,54 m SB    | 13,61 m       | 2,01 m       | 47,89 s SB | 14,64 s      | 36,66 m      | 4,80 m PB        | DNS         | -      | DNF    | DNF   |
| Felipe dos Santos      | Punkte    | 968     | 945          | 704           | 813          | 914        | 894          | 597          | 849              | -           | -      | DNF    | DNF   |

### Frauen

#### Laufdisziplinen
| Athletin                                                               | Disziplin    | Vorlauf     | Vorlauf | Halbfinale         | Halbfinale         | Finale             | Finale             |
| Athletin                                                               | Disziplin    | Zeit        | Platz   | Zeit               | Platz              | Zeit               | Platz              |
| ---------------------------------------------------------------------- | ------------ | ----------- | ------- | ------------------ | ------------------ | ------------------ | ------------------ |
| Rosângela Santos                                                       | 100 m        | 11,14 s     | 14      | 11,07 s            | 12                 | nicht qualifiziert | nicht qualifiziert |
| Rosângela Santos                                                       | 200 m        | 23,01 s     | 18      | 22,87 s            | 13                 | nicht qualifiziert | nicht qualifiziert |
| Vitória Cristina Rosa                                                  | 200 m        | 23,32 s     | 37      | nicht qualifiziert | nicht qualifiziert | nicht qualifiziert | nicht qualifiziert |
| Geisa Aparecida Coutinho                                               | 400 m        | 52,72 s     | 37      | nicht qualifiziert | nicht qualifiziert | nicht qualifiziert | nicht qualifiziert |
| Flávia de Lima                                                         | 800 m        | 2:01,76 min | 32      | nicht qualifiziert | nicht qualifiziert | nicht qualifiziert | nicht qualifiziert |
| Roselaine Benites                                                      | Marathon     |             |         |                    |                    | DNF                | DNF                |
| Michele Cristina das Chagas                                            | Marathon     |             |         |                    |                    | 2:49:28 h          | 47                 |
| Adelly Santos                                                          | 100 m Hürden | 13,29 s     | 30      | nicht qualifiziert | nicht qualifiziert | nicht qualifiziert | nicht qualifiziert |
| Fabiana Moraes                                                         | 100 m Hürden | 13,35 s     | 32      | nicht qualifiziert | nicht qualifiziert | nicht qualifiziert | nicht qualifiziert |
| Cisiane Lopes                                                          | 20 km Gehen  |             |         |                    |                    | 1:36:06 h          | 29                 |
| Érica de Sena                                                          | 20 km Gehen  |             |         |                    |                    | 1:30:06 h          | 6                  |
| Franciela Krasucki Rosângela Santos Vitória Cristina Rosa Bruna Farias | 4 × 100 m    | 43,15 s     | 9       |                    |                    | nicht qualifiziert | nicht qualifiziert |

#### Sprung/Wurf
| Athletin           | Disziplin      | Qualifikation | Qualifikation | Finale                          | Finale                          |
| Athletin           | Disziplin      | Weite/Höhe    | Platz         | Weite/Höhe                      | Platz                           |
| ------------------ | -------------- | ------------- | ------------- | ------------------------------- | ------------------------------- |
| Keila Costa        | Weitsprung     | 6,32 m        | 26            | nicht qualifiziert              | nicht qualifiziert              |
| Tânia da Silva     | Weitsprung     | 6,18 m        | 28            | nicht qualifiziert              | nicht qualifiziert              |
| Eliane Martins     | Weitsprung     | NM            | NM            | –––                             | –––                             |
| Keila Costa        | Dreisprung     | 14,03 m       | 10            | 13,90 m                         | 12                              |
| Núbia Soares       | Dreisprung     | 13,52 m SB    | 22            | nicht qualifiziert              | nicht qualifiziert              |
| Fabiana Murer      | Stabhochsprung | 4,55 m        | 1             | 4,85 m AR                       | Silber                          |
| Geisa Arcanjo      | Kugelstoßen    | 17,42 m       | 15            | nicht qualifiziert              | nicht qualifiziert              |
| Keely Medeiros     | Kugelstoßen    | 15,17 m       | 24            | nicht qualifiziert              | nicht qualifiziert              |
| Andressa de Morais | Diskuswurf     | 59,08 m       | 19            | nicht qualifiziert              | nicht qualifiziert              |
| Fernanda Martins   | Diskuswurf     | 56,74 m       | 26            | nicht qualifiziert              | nicht qualifiziert              |
| Jucilene de Lima   | Speerwurf      | 59,49 m       | 25            | ausgeschiedennicht qualifiziert | ausgeschiedennicht qualifiziert |

#### Siebenkampf
| Athletin        | Disziplin | 100 m Hürden | Hochsprung | Kugelstoßen | 200 m   | Weitsprung | Speerwurf | 800 m       | Punkte | Platz |
| --------------- | --------- | ------------ | ---------- | ----------- | ------- | ---------- | --------- | ----------- | ------ | ----- |
| Vanessa Spínola | Ergebnis  | 14,28 s      | 1,68 m     | 13,44 m     | 24,73 s | 5,40 m     | 43,75 m   | 2:21,81 min | 5647   | 26    |
| Vanessa Spínola | Punkte    | 939          | 830        | 757         | 912     | 671        | 739       | 799         | 5647   | 26    |